# Runaway (canção de Linkin Park)
"Runaway" é uma canção da banda norte-americana de Nu Metal Linkin Park. Foi lançada em 24 de Outubro de 2000 junto com o primeiro álbum da banda, o Hybrid Theory. Mais tarde, em 2002, a música foi remixada para o álbum Reanimation, intitulada "Rnw@y".

## Estrutura da música
A canção descreve um indivíduo que foi torturado pela sociedade, e decide "fugir" ("Run away"). Está é uma das poucas músicas do Hybrid Theory que contém pouco rap cantado por Mike Shinoda, como "Crawling".
Durante performances ao vivo, duas trocas constantes ocorreram: Primeiramente, o baterista Rob Bourdon realiza um snare drum antes do segundo verso. E, finalmente, durante o segundo verso, o vocalista Chester Bennington altera uma linha da música: de "guilty by association" ("culpado por associação") para "you're all guilty by association" ("vocês todos são culpados por associação").

## Paradas musicais
| Paradas                                 | Posição |
| --------------------------------------- | ------- |
| Estados Unidos (Alternative Songs)      | 40      |
| Estados Unidos (Mainstream Rock Tracks) | 37      |